# Сталевий кинджал Яна Флемінга
Сталевий кинджал Яна Флемінга (англ. The CWA Ian Fleming Steel Dagger) — одна з літературних премій, яку присуджує Асоціація письменників детективного жанру Великої Британії. Цю премію присуджують за найкращий трилер, вперше опублікований у Великій Британії. Премію названо на честь британського письменника і журналіста Яна Флемінга, автора романів про супершпигуна Британської таємної служби Мі-6 Джеймса Бонда. Спонсором нагороди є майновий фонд Яна Флемінга.
Ян Флемінг сказав, що для гарного трилера є один важливий критерій — «просто треба перегортати сторінки». Оце одна з головних характеристик, яку шукають у творах судді, які присуджують премію.

## Переможці
2000-і роки
- 2002 — The Sirius Crossing (Перехід Сіріуса), John Creed[en] (Джон Крід)
- 2003 — The Small Boat of Great Sorrows (Маленький човен великої скорботи), Dan Fesperman[en] (Ден Фесперман)
- 2004 — Garden of Beasts (Сад звірів), Джеффрі Дівер (Jeffery Deaver)
- 2005 — Brandenburg (Бранденбург), Henry Porter[en] (Генрі Портер)
- 2006 — Mr Clarinet (Містер Кларнет), Nick Stone[en] (Нік Стоун)
- 2007 — Гострі предмети (Sharp Objects),  Ґіліян Флінн (Gillian Flynn)
- 2008 — Child 44[en] (Дитина 44), Tom Rob Smith[en] (Том Роб Сміт)
- 2009 — The Last Child[en] (Остання дитина), John Hart[en] (Джон Гарт)

2010-і роки
- 2010 — A Loyal Spy (Лояльний шпигун), Simon Conway (Саймон Конвей)
- 2011 — The Lock Artist (Майстер замків), Steve Hamilton[en] (Стів Гамільтон)
- 2012 — A Foreign Country (Іноземна країна), Charles Cumming[en] (Чарльз Каммінг)
- 2013 — Ghostman (Людина-привід), Roger Hobbs[en] (Роджер Гоббс)
- 2014 — An Officer and a Spy (Офіцер і шпигун), Роберт Гарріс (Robert Harris)
- 2015 — Cop Town (Місто копів), Karin Slaughter[en] (Карін Слотер)
- 2016 — The Cartel (Картель), Don Winslow[en] (Дон Вінслоу)
- 2017 — Spook Street (Вулиця привидів), Mick Herron[en] (Майк Геррон)
- 2018 — Bluebird, Bluebird[en] (Синій птах, синій птах), Attica Locke[en] (Аттіка Локе)
- 2019 — To The Lions (До левів), Holly Watt (Голлі Вотт)

2020-і роки
- 2020 — November Road (Листопадова дорога), Lou Berney[en] (Лу Берні)
- 2021 — When She Was Good (Коли вона була доброю), Michael Robotham[en] (Майкл Роботем)